# Calophasia codeti
Calophasia codeti là một loài bướm đêm trong họ Noctuidae.